# Sediul Central al Forțelor Aliate din Europa

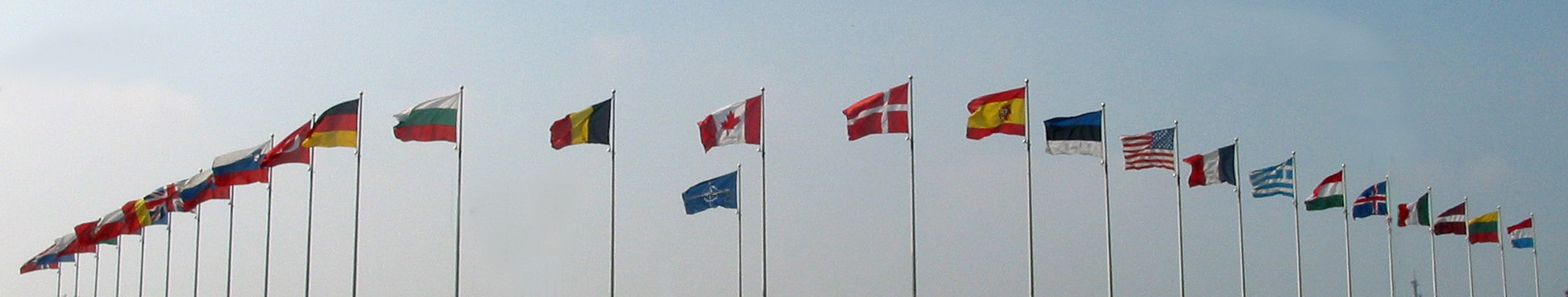
Steaguri ale țărilor NATO în fața SHAPE (Maisières, Belgia, 2006).

Sediul Central al Forțelor Aliate din Europa (SHAPE) este centrul Operațiunilor Aliaților Organizației Tratatului Atlanticului de Nord. Din 1967 a fost localizat la Casteau, la nord de orașul belgian Mons, dar a fost localizat anterior, din 1953, la Rocquencourt, lângă Versailles, Franța. Din 1951 până în 2003, SHAPE era sediul Cercului de Operațiuni Aliate (ACE). Din 2003 a fost sediul Operațiunilor Comandamentului Aliat, controlând toate operațiunile NATO din întreaga lume.
SHAPE și-a păstrat denumirea tradițională cu referire la Europa din motive juridice, deși domeniul geografic al activităților sale a fost extins în 2003. În acel moment, comanda NATO din Lisabona, parte istorică a Comandamentului Aliat Atlantic, a fost transferată la ACO. Comandantul centrului de comandă al operațiunilor aliate a păstrat și titlul de „Comandant Suprem al Europei” (SACEUR) și continuă să fie un general cu patru stele din Statele Unite sau un ofițer de pavilion, care de asemenea ocupă funcția de comandant al Comandamentului European al SUA.

## Legături externe
- Site web oficial
- How SHAPE took SHAPE (from NATO's website)
- Allied Command Operation SitRep
- The New NATO Force Structure Arhivat în 6 iunie 2013, la Wayback Machine.
- EUobserver – Nato's new headquarters to cost €1 billion
- History of SHAPE
- „Senior officials in the NATO military structure, from 1949 to 2001” (PDF). (32 KB)
- NATO Flickr photostream